# Ece İrtem
Ece İrtem (* 5. Januar 1991 in Sivas) ist eine türkische Schauspielerin.

## Leben und Karriere
Ece İrtem wurde am 5. Januar 1991 in Sivas geboren. Sie studierte an der Yaşar Üniversitesi. Ihr Debüt gab sie 2014 in der Fernsehserie Kaçak Gelinler. Von 2014 bis 2015 trat sie in der Serie O Hayat Benim auf. Zwischen 2017 und 2018 spielte sie in Yeni Gelin mit. Anschließend wurde İrtem 2019 für die Serie Payitaht Abdülhamid gecastet. 
2020 bekam sie in dem Film Zengo die Hauptrolle. Im selben Jahr war sie in Bay Yanlış zu sehen. Außerdem setzte İrtem 2021 ihre Karriere in Mahkum fort. 2022 bekam sie eine Rolle in der Serie Yasak Elma.

## Filmografie (Auswahl)
Filme
- 2020: Zengo

Serien
- 2014: Kaçak Gelinler
- 2014–2015: O Hayat Benim
- 2017–2018: Yeni Gelin
- 2019: Payitaht Abdülhamid
- 2020: Bay Yanlış
- 2021–2022: Mahkum
- 2022: Yasak Elma